# Nel Nome del Rock
Nel Nome del Rock è stato un festival musicale rock svoltosi a Palestrina (RM).

## Storia
Nato nel 1989, come esperienza spontanea, il festival ha inizialmente visto la partecipazione di gruppi quasi esclusivamente locali. Successivamente si è poi sviluppato fino ad ospitare, nelle ultime edizioni, importanti artisti sia italiane che straniere. Tra le band italiane, in particolare, si sono esibiti: i PGR, Marlene Kuntz, Yo Yo Mundi, Afterhours, Modena City Ramblers, Caparezza, Frankie Hi-NRG e Gang. Tra i gruppi internazionali, che negli anni hanno calcato il palco del festival, ci sono: Queens of the Stone Age, Therapy?, Chumbawamba, New Model Army, Levellers, Senser, The (International) Noise Conspiracy, Nebula, Louise Attaque, H-Blockx, Solifuge, The Soft Moon, Ghostpoet e Morphine.
Il festival, organizzato dall'omonima associazione culturale, è tradizionalmente ad ingresso gratuito. Il ricavato delle attività accessorie viene devoluto in beneficenza ad associazioni e progetti di utilità sociale
Dopo l'edizione del 2012, per motivi economici e logistici, il festival ha dovuto chiudere i battenti per poi riaprire nel 2017 per tre edizioni, fino ad una seconda chiusura nel 2019.

## Edizioni

### 2019
Parco Barberini, Palestrina
L'evento, svoltosi in un solo giorno, ha visto l'esibizione di 4 band locali e di un gruppo cover dei Morphine, che si sono esibiti per commemorare del ventennale della morte di Mark Sandman, leader della band, deceduto sul palco del festival il 3 Luglio del 1999.

### 2018
Parco Barberini, Palestrina
| 6 luglio     | 7 luglio      | 8 luglio  |
| ------------ | ------------- | --------- |
| Stoner Kebab | The Soft Moon | Ghostpoet |

### 2017
Parco Barberini, Palestrina
Il festival ritorna ufficialmente dopo l'ultima edizione del 2012.
| 7 luglio                                             | 8 luglio                                                                                           | 9 luglio                                                                                         |
| ---------------------------------------------------- | -------------------------------------------------------------------------------------------------- | ------------------------------------------------------------------------------------------------ |
| The Morlocks The Devils Mr Bison Female Trouble Band | Brandt Brauer Frick Smalltape TOOT Vinnie Jonez Band Sakee Sed Deflore Blocco 24 Under Siege Voron | The KVB Misery Loves Co. Sonic Jesus Dalton Van Der Rohe Il Branco Nuàri Megaphon The Muffin Men |

### 2016
Cavea del Museo Archeologico, Palestrina
Dopo 4 anni di silenzio, l'associazione culturale Nel Nome del Rock Festival', ha organizzato in anteprima nazionale, la proiezione del documentario sulla band Morphine, dal titolo Morphine - Journey Of Dreams del regista Mark Shuman. Il programma dell'evento, organizzato in commemorazione della morte di Mark Sandman, cantante della band, avvenuta sul palco del festival il 3 Luglio del 1999 e ha visto anche il concerto del sassofonista dei Morphine Dana Colley, assieme alla band Rudy Marra and the Mob, e un incontro pubblico con Mark Shuman e Dana Colley.

### 2012
Piazzale Italia, Palestrina
| 5 luglio                                                         | 6 luglio                                        | 7 luglio                                                            | 8 luglio                                |
| ---------------------------------------------------------------- | ----------------------------------------------- | ------------------------------------------------------------------- | --------------------------------------- |
| The Pigs Asteroidi Esadecafonici (FFFFiale) Eli & The Moustaches | Management Rivolta Mia Wallace Jack the Hustler | Fast Animals and Slow Kids Disquieted By Plutonium Baby Unkle Frank | Godflesh UK OvO Low-Fi Anthony's Vinyls |

### 2011
Piazzale Italia, Palestrina
| 7 luglio                                     | 8 luglio                                                                  | 9 luglio                                                 | 10 luglio                         |
| -------------------------------------------- | ------------------------------------------------------------------------- | -------------------------------------------------------- | --------------------------------- |
| Ass For Sale Crimen Arsenico&Vecchi Merletti | Spiritual Front Plastic Made Sofa The Great Fire Of Rome Anthony's Vynils | Truckfighters Sad Side Project The Casanovas Moana Brass | Combichrist Devoggol Mutzhi Mambo |

### 2010
Parco Barberini, Palestrina
| 1º luglio                                  | 2 luglio                                                            | 3 luglio                                                       | 4 luglio                                                                    |
| ------------------------------------------ | ------------------------------------------------------------------- | -------------------------------------------------------------- | --------------------------------------------------------------------------- |
| Drink To Me Patchwork Vondelpark Dolcevena | Thank You For The Drum Machine Tom Moto Gandhi's Gunn Thin Red Line | Archie Bronson Outfit Wora Wora Washington Lebowsky Anotherule | Brant Bjork The Crazy Crazy World of Mr.Rubik Sakee Sed Blues Against Youth |

### 2009
Parco Barberini, Palestrina
| 29 giugno                              | 30 giugno   | 1º luglio                 | 2 luglio                                                         | 3 luglio          | 4 luglio                        | 5 luglio                                      |
| -------------------------------------- | ----------- | ------------------------- | ---------------------------------------------------------------- | ----------------- | ------------------------------- | --------------------------------------------- |
| Lola & The Lovers Dick Laurent Is Dead | Deflore PCM | King Automatic Skardellas | Member of Morphine with Jeremy Lions Langhorne Slim Vegetables G | Sabotage (Dj set) | Kaki King DMBQ Soul Of The Cave | Frankie hi-nrg mc Mammooth Movie Star Junkies |

### 2007
Parco Barberini, Palestrina
| 6 luglio                                 | 7 luglio                                                                   | 8 luglio                       |
| ---------------------------------------- | -------------------------------------------------------------------------- | ------------------------------ |
| Deltahead Mela Rosa Underdog Starkillers | Driven II Collision The Punishers Fuzz Fuzz Machine Chicken Feather Tangas | H-Blockx Mc Queen Edible Woman |

### 2006
Parco Barberini, Palestrina
| 30 giugno                               | 1º luglio                | 2 luglio                                               |
| --------------------------------------- | ------------------------ | ------------------------------------------------------ |
| Louise Attaque Forty Winks Burning Side | Nebula Amon Ra Sweetsick | The (International) Noise Conspiracy Cherry Stone More |

### 2005
Parco Barberini, Palestrina
| 1º luglio                                                     | 2 luglio                 | 3 luglio        |
| ------------------------------------------------------------- | ------------------------ | --------------- |
| One Dimensional Man Vanilla Sky Chaos Conspiracy Mallory Knox | Wraygunn Client GF93 PCM | PG3R Los Dragos |

### 2004
Parco Barberini, Palestrina
| 9 luglio            | 10 luglio                                      | 11 luglio                 |
| ------------------- | ---------------------------------------------- | ------------------------- |
| Gang Alibìa Tsunami | Father Ed Fujiko Hospital Circus Radio Babylon | Senser Narad Marilù Loren |

### 2003
Parco Barberini, Palestrina
| 27 giugno                            | 28 giugno                      | 29 giugno                     |
| ------------------------------------ | ------------------------------ | ----------------------------- |
| The Levellers Giorgio Canali Il dono | Caparezza Peawees Cloudy Orfen | Madrugada Mas Ruido Andrea Rà |

### 2002
Parco Barberini, Palestrina
| 5 luglio                                      | 6 luglio                              | 7 luglio                     |
| --------------------------------------------- | ------------------------------------- | ---------------------------- |
| Uncommonmenfrommars Undertakers Nosebleed CnX | Fluxus Browbeat Particular Carry Mods | Chumbawamba Yumma-Re Wagooba |

### 2000
Parco Barberini, Palestrina
| 30 giugno                                        | 1º luglio                             | 2 luglio                              |
| ------------------------------------------------ | ------------------------------------- | ------------------------------------- |
| Therapy? One Dimensional Man Suburban Primitives | Linea 77 Fetish 69 Hangin'on A Thread | Orchestra Morphine Polina Tech Indios |

### 1999
Parco Barberini, Palestrina
| 2 luglio                         | 3 luglio                                                                                 | 4 luglio                                                                    |
| -------------------------------- | ---------------------------------------------------------------------------------------- | --------------------------------------------------------------------------- |
| Massimo Volume Nozzle Resistenza | Morphine Malfunk Narcolexia Puck Tintozenna Jack Is Waiting For Someone Wild Dancing Pig | Queens of the Stone Age De Glaen Denzoe L. Cage Idana Pusher Darwa Paradoxa |

Questa edizione del festival è stata caratterizzata da un evento tragico: il 3 luglio 1999, dopo aver pronunciato le parole "Grazie Palestrina. È una serata bellissima, è bello stare qui e voglio dedicarvi una canzone super-sexy", il frontman dei Morphine, Mark Sandman, si accascia sul palco a causa di un infarto fulminante. Muore così, a 46 anni, il leader della band, che poco dopo si sciolse.